# Älvdals och Nyeds domsagas valkrets
Älvdals och Nyeds domsagas valkrets var i riksdagsvalen till andra kammaren 1866–1908 en egen valkrets med ett mandat. Valkretsen, som motsvarade Älvdals och Nyeds härader, avskaffades vid införandet av proportionellt valsystem inför valet 1911 och uppgick i Värmlands läns norra valkrets.

## Riksdagsmän
- Anders Melcher Myrtin (1867–1869)
- Bengt Bengtsson, lmp (1870–1872)
- Carl Ekman (1873–1878)
- Jakob Fredrik Geijer, c (1879)
- Carl Ekman (1880–1881)
- Bengt Bengtsson, lmp (1882–1883)
- Gustaf Jansson, gamla lmp 1888–1894, lmp 1895–1896, vilde 1897, Bondeska 1898–1899, lib s 1900–1911 (1884–1911)

## Valresultat

### 1896
| Andrakammarvalet i Sverige 1896: Älvdals och Nyeds domsagas valkrets | Andrakammarvalet i Sverige 1896: Älvdals och Nyeds domsagas valkrets | Andrakammarvalet i Sverige 1896: Älvdals och Nyeds domsagas valkrets | Andrakammarvalet i Sverige 1896: Älvdals och Nyeds domsagas valkrets | Andrakammarvalet i Sverige 1896: Älvdals och Nyeds domsagas valkrets | Andrakammarvalet i Sverige 1896: Älvdals och Nyeds domsagas valkrets |
| Parti                                                                | Parti                                                                | Kandidat                                                             | Röster                                                               | %                                                                    | ±                                                                    |
| -------------------------------------------------------------------- | -------------------------------------------------------------------- | -------------------------------------------------------------------- | -------------------------------------------------------------------- | -------------------------------------------------------------------- | -------------------------------------------------------------------- |
|                                                                      | Frihandelssinnad vilde                                               | Gustaf Jansson                                                       | 396                                                                  | 52,3                                                                 |                                                                      |
|                                                                      | Folkpartiet                                                          | J. Andersson i Prestbol                                              | 361                                                                  | 47,6                                                                 |                                                                      |
|                                                                      | Annat                                                                | Övriga kandidater                                                    | 1                                                                    | 0,1                                                                  |                                                                      |
| Valdeltagande                                                        | Valdeltagande                                                        | Valdeltagande                                                        | 759                                                                  | 49,3                                                                 |                                                                      |

- 1 röst kasserades.

### 1899
| Andrakammarvalet i Sverige 1899: Älvdals och Nyeds domsagas valkrets | Andrakammarvalet i Sverige 1899: Älvdals och Nyeds domsagas valkrets | Andrakammarvalet i Sverige 1899: Älvdals och Nyeds domsagas valkrets | Andrakammarvalet i Sverige 1899: Älvdals och Nyeds domsagas valkrets | Andrakammarvalet i Sverige 1899: Älvdals och Nyeds domsagas valkrets | Andrakammarvalet i Sverige 1899: Älvdals och Nyeds domsagas valkrets |
| Parti                                                                | Parti                                                                | Kandidat                                                             | Röster                                                               | %                                                                    | ±                                                                    |
| -------------------------------------------------------------------- | -------------------------------------------------------------------- | -------------------------------------------------------------------- | -------------------------------------------------------------------- | -------------------------------------------------------------------- | -------------------------------------------------------------------- |
|                                                                      | Liberala samlingspartiet                                             | Gustaf Jansson                                                       | 495                                                                  | 85,1                                                                 | +32,8                                                                |
|                                                                      | Folkpartiet                                                          | J. Andersson i Prestbol                                              | 84                                                                   | 14,4                                                                 | -33,2                                                                |
|                                                                      | Annat                                                                | Övriga kandidater                                                    | 3                                                                    | 0,5                                                                  |                                                                      |
| Valdeltagande                                                        | Valdeltagande                                                        | Valdeltagande                                                        | 585                                                                  | 35,9                                                                 |                                                                      |

Valet ägde rum den 19 augusti 1899. 3 röster kasserades.

### 1902
| Andrakammarvalet i Sverige 1902: Älvdals och Nyeds domsagas valkrets | Andrakammarvalet i Sverige 1902: Älvdals och Nyeds domsagas valkrets | Andrakammarvalet i Sverige 1902: Älvdals och Nyeds domsagas valkrets | Andrakammarvalet i Sverige 1902: Älvdals och Nyeds domsagas valkrets | Andrakammarvalet i Sverige 1902: Älvdals och Nyeds domsagas valkrets | Andrakammarvalet i Sverige 1902: Älvdals och Nyeds domsagas valkrets |
| Parti                                                                | Parti                                                                | Kandidat                                                             | Röster                                                               | %                                                                    | ±                                                                    |
| -------------------------------------------------------------------- | -------------------------------------------------------------------- | -------------------------------------------------------------------- | -------------------------------------------------------------------- | -------------------------------------------------------------------- | -------------------------------------------------------------------- |
|                                                                      | Liberala samlingspartiet                                             | Gustaf Jansson                                                       | 370                                                                  | 86,2                                                                 | +1,1                                                                 |
|                                                                      | Annat                                                                | Närmaste kandidat                                                    | 48                                                                   | 11,2                                                                 |                                                                      |
|                                                                      | Annat                                                                | Övriga kandidater                                                    | 11                                                                   | 2,6                                                                  |                                                                      |
| Valdeltagande                                                        | Valdeltagande                                                        | Valdeltagande                                                        | 439                                                                  | 22,0                                                                 |                                                                      |

Valet ägde rum den 7 september 1902. 10 röster kasserades.

### 1905
| Andrakammarvalet i Sverige 1905: Älvdals och Nyeds domsagas valkrets | Andrakammarvalet i Sverige 1905: Älvdals och Nyeds domsagas valkrets | Andrakammarvalet i Sverige 1905: Älvdals och Nyeds domsagas valkrets | Andrakammarvalet i Sverige 1905: Älvdals och Nyeds domsagas valkrets | Andrakammarvalet i Sverige 1905: Älvdals och Nyeds domsagas valkrets | Andrakammarvalet i Sverige 1905: Älvdals och Nyeds domsagas valkrets |
| Parti                                                                | Parti                                                                | Kandidat                                                             | Röster                                                               | %                                                                    | ±                                                                    |
| -------------------------------------------------------------------- | -------------------------------------------------------------------- | -------------------------------------------------------------------- | -------------------------------------------------------------------- | -------------------------------------------------------------------- | -------------------------------------------------------------------- |
|                                                                      | Liberala samlingspartiet                                             | Gustaf Jansson                                                       | 455                                                                  | 96,0                                                                 | +9,8                                                                 |
|                                                                      | Annat                                                                | Närmaste kandidat                                                    | 7                                                                    | 1,5                                                                  |                                                                      |
|                                                                      | Annat                                                                | Övriga kandidater                                                    | 12                                                                   | 2,5                                                                  |                                                                      |
| Valdeltagande                                                        | Valdeltagande                                                        | Valdeltagande                                                        | 478                                                                  | 23,1                                                                 |                                                                      |

Valet ägde rum den 10 september 1905. 4 röster kasserades.

### 1908
| Andrakammarvalet i Sverige 1908: Älvdals och Nyeds domsagas valkrets | Andrakammarvalet i Sverige 1908: Älvdals och Nyeds domsagas valkrets | Andrakammarvalet i Sverige 1908: Älvdals och Nyeds domsagas valkrets | Andrakammarvalet i Sverige 1908: Älvdals och Nyeds domsagas valkrets | Andrakammarvalet i Sverige 1908: Älvdals och Nyeds domsagas valkrets | Andrakammarvalet i Sverige 1908: Älvdals och Nyeds domsagas valkrets |
| Parti                                                                | Parti                                                                | Kandidat                                                             | Röster                                                               | %                                                                    | ±                                                                    |
| -------------------------------------------------------------------- | -------------------------------------------------------------------- | -------------------------------------------------------------------- | -------------------------------------------------------------------- | -------------------------------------------------------------------- | -------------------------------------------------------------------- |
|                                                                      | Liberala samlingspartiet                                             | Gustaf Jansson                                                       | 779                                                                  | 50,9                                                                 | -45,1                                                                |
|                                                                      | Socialdemokraterna                                                   | Johan Hedström                                                       | 439                                                                  | 28,7                                                                 |                                                                      |
|                                                                      | Högersinnad                                                          | Johan Henrik Widmark                                                 | 313                                                                  | 20,4                                                                 |                                                                      |
| Valdeltagande                                                        | Valdeltagande                                                        | Valdeltagande                                                        | 1,536                                                                | 64,4                                                                 |                                                                      |

Valet ägde rum den 14 september 1908. 5 röst kasserades.